# Treehouse Hostage
Treehouse Hostage (El Rehén en América Latina y Mi rehén favorito en España) es una película estadounidense de 1999 dirigida por Sean McNamara. Está protagonizada por Jim Varney, Joey Zimmerman, Kristopher Kachurak, Todd Bosley, Mark Moses y Debbie Boone. Distribuida por Trimark Pictures, la película se estrenó el 24 de septiembre de 1999.

## Sinopsis
Timmy Taylor (Joey Zimmerman) y sus amigos Stevie (Todd Bosley) y Buddy (Kristopher Kachurak) capturan a un fugitivo llamado Carl Banks (Jim Varney), manteniéndolo como rehén en su casa del árbol durante el fin de semana, para que Timmy pueda usarlo como su proyecto escolar del lunes.

## Reparto
- Jim Varney como Carl Banks.
- Joey Zimmerman como Timmy Taylor.
- Kristopher Kachurak como Buddy.
- Todd Bosley como Stevie.
- Mark Moses como Mr. Taylor
- Debbie Boone como Mrs. Taylor
- Richard Kline como Principal Ott.
- Jack McGee como Nick.
- Christopher Doyle como Scalise.
- Aria Noelle Curzon como Janie Paulson.
- Cliff "Fatty" Emmich como Detective Nelson.
- Louan Gideon como Mrs. Stevens.
- Frank Welker como Kato (voz).

## Doblaje
| Personaje     | Doblaje al español |
| ------------- | ------------------ |
| Carl Banks    | Paco Mauri         |
| Timmy Taylor  | Gaby Willer        |
| Stevie        | Patricia Acevedo   |
| Buddy         | Isabel Martiñón    |
| Scalise       | Roberto Mendiola   |
| Janie Paulson |                    |
| Rick Taylor   | Enrique Mederos    |
| Beth Taylor   |                    |
| Director Ott  | Mario Sauret       |

- Datos: Q7837673